# Selenia chalcescens
Selenia chalcescens là một loài bướm đêm trong họ Geometridae.